# James Stanhope

James Stanhope PC (París, França, 1673 — Londres, Regne de la Gran Bretanya, 5 de febrer de 1721) va ser un militar i estadista anglès.
Va començar la seva carrera militar el 1691 i després de participar amb èxit en la campanya de 1705, en la que va entrar a Barcelona amb l'Arxiduc Carles, va arribar a ser el 1708 comandant en cap de l'exèrcit anglès a Espanya durant la Guerra de Successió Espanyola, on va liderar la captura de Menorca i va participar en les victòries a la batalla d'Almenar i a la batalla de Saragossa, però va ser derrotat i capturat pels francesos el 1710 a la batalla de Brihuega, i va ser presoner durant un any.
De nou a Anglaterra el 1712 va recuperar el seu escó a la Cambra dels Comuns, que va ocupar entre el 1701 i 1721. Va fer de secretari d'estat, negociant la Quàdruple Aliança contra el Regne d'Espanya el 1718, i va fer de ministre del tresor.